# گوآنیدینیوم تیوسیانات
گوآنیدینیوم تیوسیانات (به انگلیسی: Guanidinium thiocyanate) با فرمول شیمیایی C2H6N4S یک ترکیب شیمیایی با شناسه پاب‌کم 65046 است. که جرم مولی آن ۱۱۸٫۱۶۰۸۴ گرم بر مول می‌باشد. 